# Douglas Cockerell
Douglas Bennett Cockerell (1870 - 1945) foi um encadernador e autor britânico.

## Infância e educação
Douglas Bennett Cockerell nasceu em 5 de agosto de 1870 em Clifton Cottage, Sydenham em Londres, Inglaterra, filho de Alice Elizabeth e Sydney John Cockerell. Embora fossem uma família de classe média, quando seu pai morreu em 1877 a família enfrentou dificuldades. Frequentou a St. Paul's School, até os 15 anos, quando se mudou para o Canadá. Cockerell não ia bem na escola e viu novas oportunidades no Canadá. Inicialmente, trabalhou em uma fazenda, e aos 20 anos começou a gerir um banco no Portage la Prairie, Manitoba.
Cockerell retornou à Inglaterra em 1891 e trabalhou como secretário da Chiswick School of Arts and Crafts no oeste de Londres. Seu irmão mais velho, Sydney Carlyle Cockerell era secretário de William Morris da Kelmscott Press, que o apresentou às artes do livro. Cockerell foi aprendiz de TJ Cobden-Sanderson de 1893 a 1897 na Doves Bindery em Hammersmith, Londres, onde aprendeu a encadernar novos livros e a fazer reparos de livros.

## Carreira
Depois de completar sua formação, em 1897 abriu sua própria oficina de encadernação no endereço Denmark Street, nº 6, perto da Charing Cross Road, em Londres, e começou a lecionar na Escola Central de Artes e Ofícios do Conselho do Condado de Londres (agora conhecida como Escola Central de Arte e Design). Ao não conseguir encontrar recursos de ensino, Cockerell escreveu seu próprio manual, A Encadernação e A Conservação dos Livro (1902). Ele ensinou na Escola Central de Arte e Design de 1897 a 1905, e novamente até 1935 a partir de 1921. Também lecionou no Royal College of Art.
Os alunos de Cockerell incluíam seu filho Sydney Morris Cockerell,  Polly Lada-Mocarski, Elizabeth Greenhill, e outros. Os fundadores da firma de encadernação Sangorski &amp; Sutcliffe se conheceram em um curso de Cockerell na Central School of Art and Design.
Cockerell continuou a lecionar, fez experimentos com encadernação e e outros materiais, documentou seu conhecimento em livros autorais, bem como aceitou novos trabalhos de encadernação para livros de arte.
Em 1936, recebeu o título de “Designer para a Indústria da Royal Society of Arts ”.
Douglas Cockerell morreu em sua casa, 298 Norton Way South, Letchworth, em 25 de novembro de 1945. Sydney "Sandy" Morris Cockerell, seu filho, continuou o trabalho na oficina de encadernação após sua morte, assim como Roger Powell, que trabalhou lá de 1935 a 1947. A oficina foi fechada em 1987, após a morte de Sandy.

## Publicações
- Cockerell, Douglas. A Encadernação e A Conservação dos Livros. Piraquara: Vimara Editor, 2021.
- Cockerell, Douglas (1901). Bookbinding and the Care Of Books 1 ed. London, England: John Hogg. ISBN 9780243847938
- Cockerell, Douglas (1902). The Artistic Craft 1 ed. New York City, New York: Appleton
- Cockerell, Douglas (1904). A Note on Bookbinding 1 ed. London, England: W H Smith & Son. ISBN 9781528712590